# Lupinus albus
Il lupino bianco (Lupinus albus L., 1753) è una pianta della  famiglia delle Fabacee, diffuso nella parte orientale del bacino del Mediterraneo.

## Descrizione

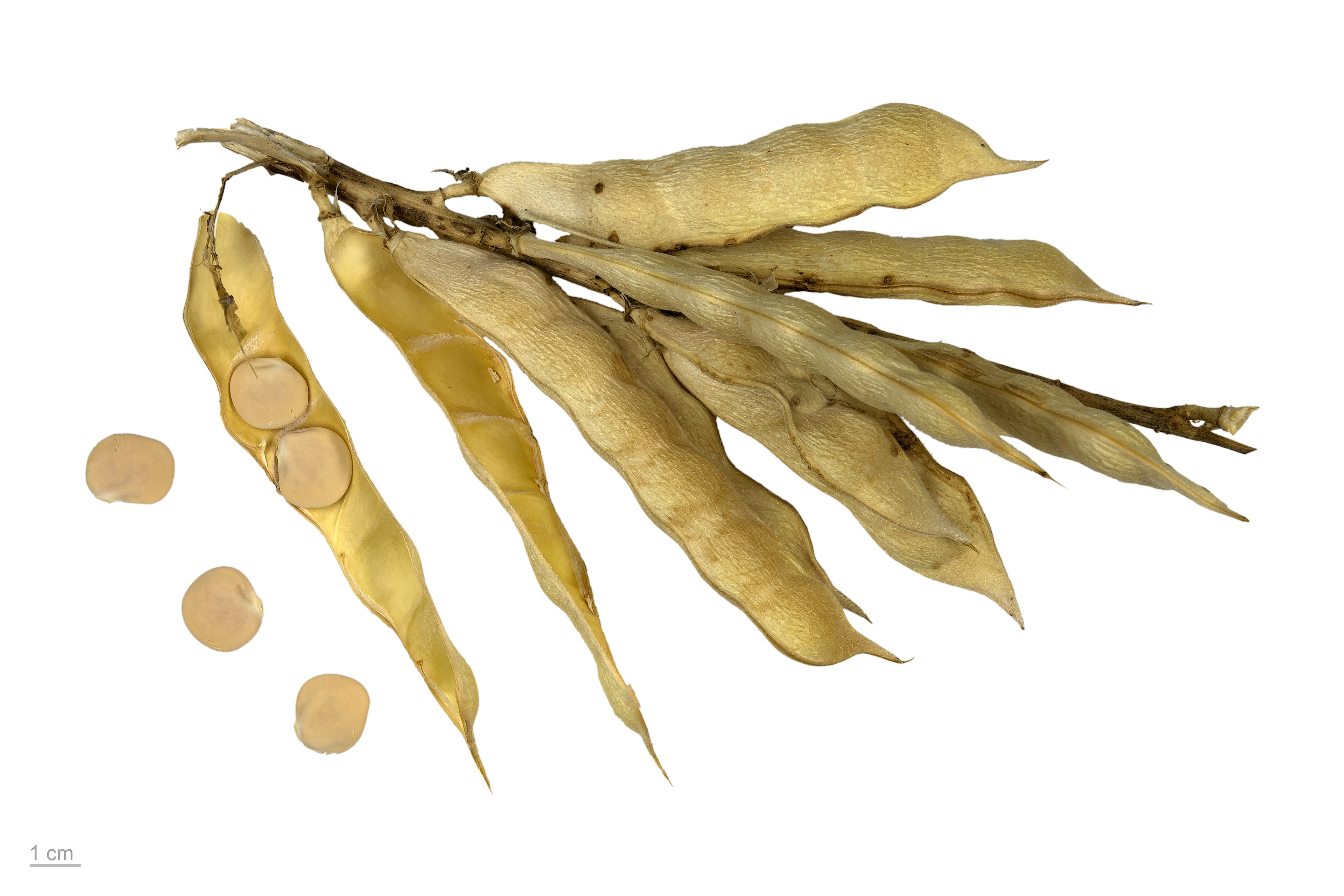
Baccelli e semi essiccati

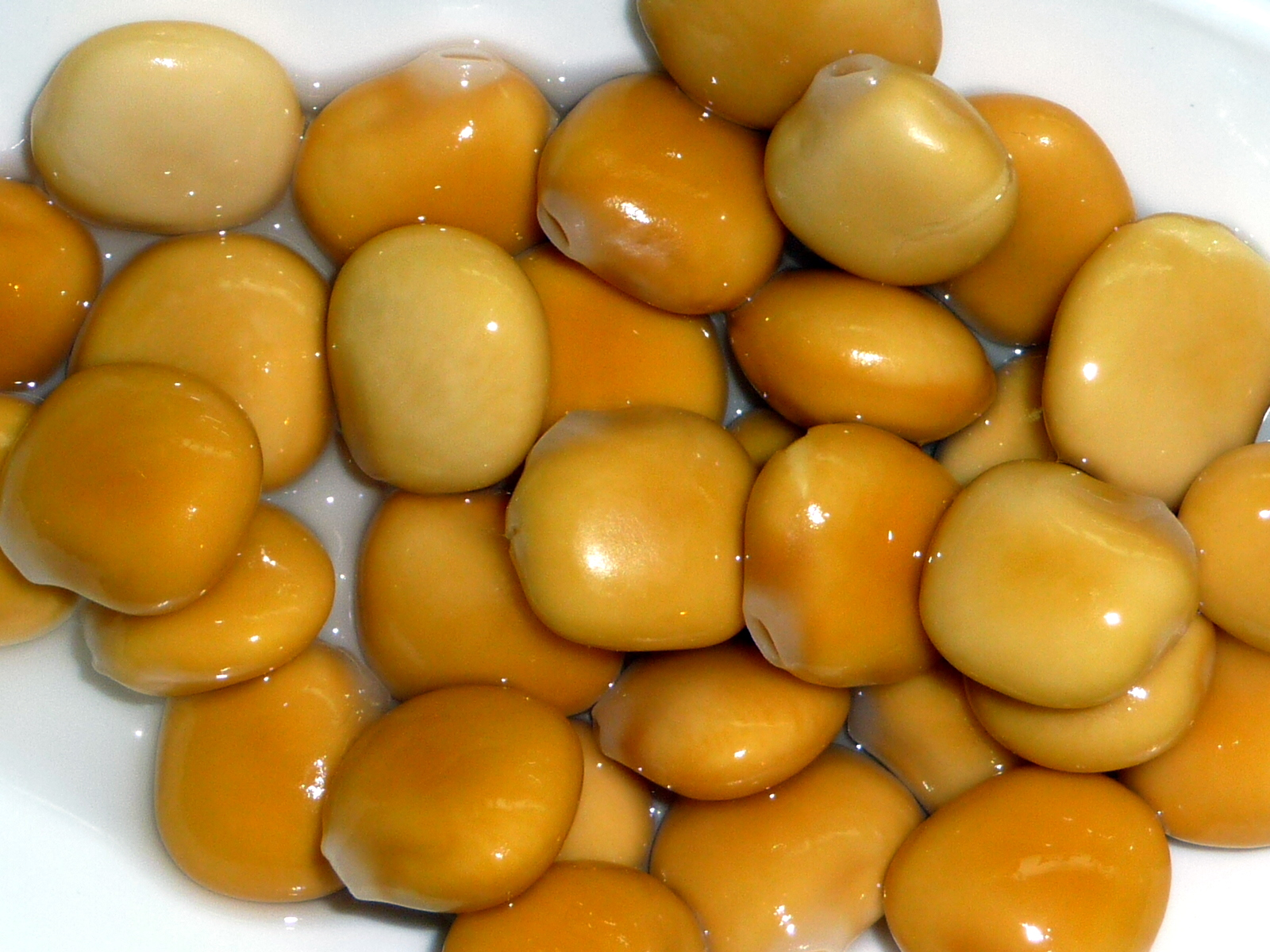
Semi freschi

Pianta annuale, con fusto eretto fino a 30–40 cm, poco ramificato e pubescente.
Le foglie peduncolate sono palmato-digitate e sono composte da cinque a nove foglioline. Le foglioline con margine intero, spesso appuntite, hanno il gambo corto e sono obovate. Quelle delle foglie inferiori sono lunghe da 2,5 a 3,5 cm e larghe da 1,4 a 1,8 cm, quelle delle superiori sono lunghe da 4 a 6 cm e larghe da 1 a 1,5 cm. Le foglie sono glabre sulla faccia superiore e pelose su quella inferiore.
I fiori sono portati in racemi terminali, sciolti e lunghi da 5 a 10 cm. I fiori ermafroditi sono chiaramente peduncolati e sono disposti alternativamente a spirale sul rachide. La corolla è lunga da 15 a 20 mm ed è di colore che va dal bianco al viola-blu.
I legumi sono lunghi da 6 a 14 cm e larghi da 11 a 20 cm. Ciascuno contiene da 3 a 6 semi piatti, quadrati arrotondati e di dimensioni da 8 a 14 mm. La superficie dei semi è liscia, opaca e di colore bianco giallastro.
Presenta una radice robusta, fittonante e ricca di tubercoli radicali dovuti al simbionte Rhizobium.

## Distribuzione e habitat
La specie è presente nella parte orientale del bacino del Mediterraneo (Sicilia, penisola balcanica, Creta e Turchia).

## Usi
Il lupino bianco viene coltivato per il suo alto contenuto di proteine e carboidrati. Il lupino bianco è una pianta alimentare apprezzata e viene coltivato in alcuni paesi del Mediterraneo, soprattutto in Egitto. Può essere utilizzata come pianta da foraggio verde o secca o da sovescio. Nelle zone tradizionali di coltivazione i semi vengono utilizzati anche per il consumo umano dopo essere stati lavorati per eliminare le sostanze amare. In molti paesi, i semi di lupino ammollati e cotti in acqua vengono venduti nei mercati e offerti come spuntino nei bar (simile ai semi di girasole). È uno spuntino molto popolare in Italia, Spagna, Portogallo e in alcune regioni del Brasile.

## Letteratura
Nel romanzo I Malavoglia, Giovanni Verga narra del naufragio dell'imbarcazione Provvidenza con un carico di lupini.